# Улица Вторая Пятилетка
У́лица Втора́я Пятиле́тка — улица в районе Крюково Зеленоградского административного округа города Москвы. В настоящее время расположена между улицей 1 Мая и Советской улицей и практически потеряла транспортное значение в связи с вводом параллельного проезда — улицы Лётчицы Тарасовой.

## Происхождение названия
Идеологическое название в честь второго пятилетнего плана развития народного хозяйства СССР.

## История
В середине 1990-х годов до строительства Крюковской эстакады и 18-й микрорайона улица доходила до пересечения с улицей Каменка (современное название) в районе корпуса 1538.

## Здания и сооружения
- Дом 2
- Дом 4
- Дом 18а — Средняя общеобразовательная школа № 229
Практически школа уже не находится на улице, а лишь сохраняет прежний почтовый адрес.